# デジタル通貨
デジタル通貨（でじたるつうか、英: digital currency、electronic money、electronic currency、デジタルマネー、電子通貨、日本語の電子マネーとは意味が異なる）とは、通貨、お金、またはお金のような資産全般を指し、主にデジタルコンピュータシステムで特にインターネット越しに管理・保存・交換されるものである。デジタル通貨のタイプには、暗号通貨、仮想通貨、中央銀行発行デジタル通貨がある。デジタル通貨が保存・記録されるのは、インターネット上の分散データベース、企業や銀行などの中央集権化されたデータベースのシステム、デジタルのファイル、または物理的なカードに保存されることもある。 
デジタル通貨は、従来の通貨と同様の特性を持つが、印刷された紙幣や鋳造された硬貨を備えた通貨とは異なり、一般的に物理的な形態は持たない。この特徴により、インターネット上でほぼ瞬時の取引が可能になり、紙幣や硬貨の配布に関連するコストが削減されうる。通常、政府機関によって発行されない通貨は、法定通貨とは見なされず、国などの管轄に縛られずに所有権を譲渡することができる。 
この種類の通貨は、物理的な商品やサービスの購入に使用される場合もあれば、オンラインゲーム内での使用など、特定のコミュニティに制限される場合もある。 
デジタル通貨は、管理と供給が中心となる１点（中央銀行や企業など）にコントロールされる中央集権型、またはコントロールの方法が事前に決定または民主的に合意されている分散型のいずれかである。

## 歴史
1983年、デイビット・ショーンによる「デジタルキャッシュ」というアイデアを紹介する論文が発表された。1990年、彼は電子キャッシュ会社である DigiCash をアムステルダムに設立し、研究を通じて得たアイデアを商業化した。この会社は1998年に倒産した。1999年、ショーンは会社を離れた。
デジタル通貨の創始時期は1990年代のドットコムバブル期に遡る。最初期のもののひとつとして1996年に設立された、金を裏付けにしていた E-gold が挙げられる。
1997年、コカ・コーラは「モバイル支払い」により購入のできる自動販売機を投入した。
その後、1998年にPayPal が発足した。
他にも、2006年に設立された  ReserveLiberty  が知られている。これは、利用者にドルまたはユーロと Liberty Reserve ドルおよび Liberty Reserve ユーロとの自由な交換を、1% の手数料とともに提供するものだった。このサービスは「中央管理型」で、資金洗浄に利用されているとの悪評がたち、アメリカ合衆国政府による閉鎖を余儀なくされた。e-goldなどその他のシステムも後を追ったが、犯罪者によって利用され、2005年にアメリカ合衆国当局から捜査を受けるなどの事件があった。
2005年初頭には、「Qコイン」もしくは「QQコイン」という、テンセントQQのメッセージプラットホーム上で通用した商品ベースのデジタル通貨が登場した。Qコインは投機による人民元の不安定化の影響を受けていた中国において有効に利用された。
2008～2009年ころにはビットコインの登場したことで、暗号通貨タイプのデジタル通貨に対して期待を持つ人が増え、デジタル通貨を利用する人が増えた。

## デジタル通貨の種類

### 仮想通貨
ビットコインはデジタル通貨の一種で、仮想通貨であるとも言えるが、ビットコインや類似のデジタル通貨は暗号アルゴリズムに立脚しており、これらの種類の仮想通貨は暗号通貨と呼ばれる。

### 暗号通貨
暗号通貨はデジタル通貨の一種であり、暗号によりデジタル署名で鎖のようにブロックチェーンで資産の移転情報を繋げていく、P2Pのネットワークと分散化（非中央集権化）によって成り立つデジタル資産のことである。ものによってはプルーフ・オブ・ワークやプルーフ・オブ・ステークによって、通貨の作成と管理がなされる。 
暗号通貨は通貨システムの分散化を可能にする。ブロックチェーンが実装されたものでは、デジタル台帳システムまたは記録システムは暗号を用いて複数に分散したデータベースのエントリを編集する。史上初で最も著名なシステムはビットコインであり、暗号に基づくp2pの電子マネーシステムである。

### デジタル通貨と伝統的通貨
ほとんどの伝統的マネーサプライはコンピュータ上で管理される預金通貨である。これをデジタル通貨とみなすことも可能である。社会が加速度的にキャッシュレス化していることは全ての通貨がデジタル化（電子化）されつつあるが目にそうは見えないだけだと言うこともできる。

## システムのタイプ

### 中央管理型
中央銀行や企業が発行や管理を行い、クレジットカードやデビットカードのように、事業者集中管理型で決済を行う電子決済のシステム。

### 分散型
デジタル通貨の中でも、通貨発行、所有権記録、移転承認確認、記録保存、を分散型システムとして実装したものを言う。代表的なものに暗号通貨のビットコインがある。

## 法律と規制
デジタル通貨は中央銀行、金融規制機関、財務当局、統計当局への課題を提起している。

### アメリカ合衆国財務省による指導
2013年3月20日、金融犯罪取締ネットワークは合衆国銀行秘密法が個人による仮想通貨の作成、取引、送金に対してどのように適用されるべきかの指導を行なった。

### アメリカ合衆国証券取引委員会による指導
2014年5月、合衆国証券取引委員会は「ビットコインその他の仮想通貨の危険性について警告」を発した。

### ニューヨーク州による規制
2014年6月、ニューヨーク州金融監督局は仮想通貨に対するこれまでで最も包括的な規制案を提出した。これは一般に BitLicense と呼ばれる。 合衆国規制当局とは異り、ビットコイン支持者や金融産業従事者の意見がパブリックヒアリングにより集められ、2014年10月21日まで変更のためのコメント期間が設けられた。監督局広報が公表した案では「…消費者保護と違法行為の摘発の間に適切なバランスを保つことを追求した…」“... sought to strike an appropriate balance that helps protect consumers and root out illegal activity" とする。 より確立された制度を求める少数派からの批判や、中国のビットコイン取引所からの「合衆国外への広汎すぎる適用」への批判などを受けた。

## 政府による採用
2016現在、24を超える国が分散型元帳技術 (DLT) に投資を行っており、総額は14億ドルにのぼる。加えて、90を超える中央銀行が DLT に関する議論に取り組んでおり、中央銀行によるデジタル通貨の発行も行われている。

### エクアドル
エクアドル国民議会は政府に電子通貨を用いた決済を行う許可を与え、国家的なデジタル通貨の作成を提案した。議会の議決分には、「電子マネーは経済を刺激するだろう。そしてそれは当座預金口座や貯金口座、クレジットカードを持たないより多くのエクアドル国民を引き付ける可能性がある。電子通貨はエクアドル中央銀行の資産による裏付けを受けることになるだろう」"Electronic money will stimulate the economy; it will be possible to attract more Ecuadorian citizens, especially those who do not have checking or savings accounts and credit cards alone. The electronic currency will be backed by the assets of the Central Bank of Ecuador," とある。2015年12月、システマ・デ・ディネロ・エレクトロニコ（電子マネーシステム）が立ち上げられ、エクアドルは電子決済システムを運営する初めての国家となった。

### ドイツ
ドイツ連邦銀行はブロックチェーン技術に基く証券決済と中央管理型デジタルコインの振替の機能プロトタイプを試験中である。

### オランダ
オランダ中央銀行は "DNBCoin" ビットコインベースの通貨を試験中である。

### 韓国
韓国はブロックチェーンを用いた国家的デジタル通貨を計画している。大韓民国金融委員会の議長 Yim Jong-yong は、委員会が「デジタル通貨の普及に対する体系的基礎を用意する」"Lay the systemic groundwork for the spread of digital currency" と述べた。韓国は既に2020年までに硬貨を廃止することを発表している。

### スウェーデン
スウェーデンは、2017年中盤までに全ての紙幣とほとんどの硬貨を置き換える作業を進めている。しかし、スウェーデン・クローナの新紙幣と新硬貨は2007年のピーク、一人当り 12,494 クローナの、およそ半分ほどしか流通しないと予想されている。スウェーデン国立銀行は中央銀行としてデジタル通貨を「現金を置き換える目的ではなく、補う目的で」"not to replace cash, but to act as complement to it." 発行するための議論を始める計画を行っている。副行長 Cecilia Skingsley は、スウェーデンでは現金が加速度的に使われなくなりつづけるだろうと述べ、また特に地方では現金を得るのが容易な一方、それを銀行口座に預金することが現状とても難しいとしている。「e-クローナ」を発行するという決定は全く行われていない。「最初の疑問は、e-クローナを口座に記帳するべきなのか、そうでなければ、おおまかにいって現金のように口座から独立に存在可能な何らかの形のデジタルにやりとり可能な単位をとるべきなのかということである」 "The first question is whether e-krona should be booked in accounts or whether the ekrona should be some form of digitally transferable unit that does not need an underlying account structure, roughly like cash." と述べている。 また、「もう一つ重要な疑問は、国立銀行が e-クローナを直接民衆に向けて発行すべきなのか、現在の紙幣や硬貨と同じように銀行を通じて発行すべきなのかということである」 "Another important question is whether the Riksbank should issue e-krona directly to the general public or go via the banks, as we do now with banknotes and coins." とも述べている。さらに、利子率を正にするべきなのか、負にするべきなのか、ゼロにするべきなのかという疑問もある。

### スイス
2016年、地方政府として初めてデジタル通貨による公共料金の支払いを受け容れた。ツークでは試験的に、かつツークを未来技術先進地域とする試みとして200スイスフランまでの少額決済手段としてビットコインが追加された。リスク低減のため、当局はビットコインの受取後、即時スイスの通貨に変換する。
スイスの国営鉄道、スイス連邦鉄道は券売機でビットコインを販売している。

### イギリス
イギリス政府の主任科学顧問は首相および議会に対しブロックチェーンベースのデジタル通貨の利用を検討するよう助言した。
イギリスの中央銀行である、イングランド銀行のチーフエコノミストは紙幣の廃止を提言している。イングランド銀行はまた、ビットコインに興味を示しており、2016年、中央銀行がデジタル通貨を発行することの意味を調査する多年度研究計画を開始した。イングランド銀行はこの主題についていくつかの研究論文を発表している。分散型元帳上でデジタル通貨を発行することによる経済的利点により、国内の経済生産高を3パーセント向上させることができるとの示唆もある。イングランド銀行は、次期基幹ソフトウェアインフラストラクチャーは分散型元帳と互換性をもつことが望ましいとしている。

### ウクライナ
ウクライナ国立銀行はブロックチェーンベースの国家的暗号通貨の発行・流通・供給システムの作成を検討している。ブロックチェーンは「キャッシュレス経済」と呼ばれる国家プロジェクトの一部となるだろうことも発表されている。

## ハードデジタル通貨とソフトデジタル通貨
「ハード電子通貨」とは、紛争解決や払い戻しに関する機能を持たないものを指す。言い換えれば、非可逆な取引のみをサポートするという意味で現金と似ている。合法的過失によるものか、不正利用によるものか、小売主の商品供給失敗によるものかを問わず、取引の取消は不可能ではなくとも困難である。このような設定には、決済に関する紛争解決のしくみを持たないことにより電子通貨システムの運営コストが大幅に削減できるという利点がある。加えて、電子通貨取引が瞬時に確定し、受取人が資金を即時利用可能となる。これは、ハード電子通貨の利用はより現金取引と類似することを意味する。例としてビットコイン、KlickEx, ウェスタンユニオンが挙げられる。
「ソフト電子通貨」とは、例えば詐欺や紛争に際して決済の取消を容認するものである。取消可能な決済方法では一般的に72時間以上の「清算時間」が設けられる。例として、PayPal やクレジットカードが挙げられる。ハードな通貨を第三者機関やエスクローサービスを利用することにより「ソフト化」することもできる。

## 批判
既存のデジタル通貨の多くはいまだ普及に至っておらず、その利用や取引には困難が伴う。一般的には銀行はデジタル通貨を取り扱わない。暗号通貨はボラティリティが非常に高い上、風説の流布の可能性もはらんでいるため、極端に高リスクであるという懸念もある。いくつかの国の規制当局は使用に対して警告を発しており、利用者を断念させるための実効的な規制に乗り出したろころもある。非暗号通貨は全て中央管理型である。この場合、政府によりいつでも閉鎖および廃止の危険性がある。より匿名的な通貨の場合は、作成者の意図に関らず犯罪者にとってより魅力的となってしまう。フォーブス記者の Tim Worstall はビットコインの価値は大部分が投機的取引によるものであるとしている  。ビットコインはまた、SHA-256ベースの proof of work システムがエネルギー的に非効率だという批判も受けている。